# 比尔隧道
比尔隧道是瑞士汝拉州的一座高速公路隧道，承载瑞士A16高速公路穿过比尔高地，全长3059米，2007年开工，2014年8月21日通车。